# Kentucky Woman
Kentucky Woman är en låt skriven av sångaren Neil Diamond och utgiven av honom 1967. Låten utgavs som singel i oktober 1967 och var den sista låt han gjorde för bolaget Bang Records. Låten blev en smärre amerikansk hit och nådde plats 22 på Billboard Hot 100. Den blev en större hit i Kanada där den nådde sjätteplatsen på singellistan. Kort därefter spelades låten även in av den brittiska rockgruppen Deep Purple. De gav ut den som sin andra singel 1968 efter att ha fått sin första hit med debutsingeln "Hush". De omarbetade låten och gjorde den snabbare och mer färgad av hårdrock än Diamonds akustiskt baserade inspelning. De spelade den också under konsert åren 1968-1969, men den har aldrig spelats av gruppen sedan dess. Låten nådde plats 38 på Billboardlistan och kom även med på gruppens andra album The Book of Taliesyn.
Låten har också spelats in av bland andra Gary Puckett & The Union Gap, The Walker Brothers och Waylon Jennings.